# 하노이-동당선
하노이-동당선(베트남어: Đường sắt Hà Nội - Đồng Đăng / 塘𨫊河內－同登), 약칭 하동선(베트남어: Đường sắt Hà Đồng / 塘𨫊河同)은 베트남의 철도 중 하나이다. 베트남의 수도 하노이의 하노이역과 베트남 동북부의 랑선성의 까오록현의 동당역을 잇는 162km의 철도이다. 이 철도는 프랑스령 인도차이나 시대인 1890년에 착공되고 1902년에 완성 및 개통되었다.
전체 길이는 162km이며, 자럼역 - 동당역간은 1,000mm (미터 궤간)와 1,435mm (표준궤)의 듀얼 게이지이다.

## 역사
- 1890년 : 프랑스령 인도차이나 당국이 건설 시작.
- 1954년 12월 15일 : 중국 측에서 후난-꽝시선의 핑샹역 - 여우이관 사이 준공.
- 1955년 2월 : 동당 – 여우이관 사이에 중국의 원조하에 철도 복구.
- 1955년 3월 1일 : 중월 양국의 철도가 연결되었다.
- 1955년 5월 25일 : 베이징에서 〈중월 철도 연결 협정〉과 〈중월 국경 철도 협정〉이 체결
- 1955년 8월 1일 : 국제 열차 운행 개시. 이 당시는 구이쿤 철로(贵昆铁路)가 개통되지 않았고, 중국 내지에서 운남의 철도 수송은 북베트남을 통해 루트(여우이관 - 동당 - 하노이 - 라오까이 - 하구)로 이루어지고 있었다.
- 1965년 5월 : 호찌민이 창샤에서 마오쩌둥에게 도움을 요청했다.
- 1965년 6월 23일 : 중국 철도부 부대에 의해 궤도 보수 등 각종 공사가 시작. 껩역 - 여우이역의 궤도 보수는 1965년 7월 7일에 시작하여 같은 해 12월 23일에 완성했다.
- 1965년 8월 23일 : 미군이 껩역에 폭격을 시작하여 중국 철도부가 공사하는 구간의 폭격이 이루어졌다. 특히 손호아 (宋化) 다리는 중점 목표로 되었다.
- 1978년 : 중월 관계 악화에 따라 국제열차 운행을 중지하였다. 1955년 8월부터 1978년 12월 22일까지 사이에 수송된 여객은 60.8만 명, 화물은 1731만 톤이다.
- 1996년 2월 14일 : 중월 국제열차 운행이 재개되었다. 베이징 서역에서 동당역까지 T5/ 6차 기차가 매주 운행되게 되었다.
- 2009년 1월 1일 : 난닝역 - 하노이 (자럼역) 사이에 난닝철로국이 관할하는 T8701 / 8702차 열차의 운행이 시작되었다.

## 하노이 - 동당 노선표
| 역명   | 베트남어 이름 | 한자 이름 | 거리(Km) |
| 하노이 | Hà Nội        | 河內      | 0        |
| 롱비엔 | Long Biên     | 龍編      | 2        |
| 자럼   | Gia Lâm       | 嘉林      | 5        |
| 옌비엔 | Yên Viên      | 安園      | 11       |
| 뜨선   | Từ Sơn        | 慈山      | 17       |
| 림     | Lim           | 林        | 24       |
| 박닌   | Bắc Ninh      | 北寧      | 29       |
| 티꺼우 | Thị Cầu       | 市梂      | 32       |
| 센호   | Sen Hồ        | 蓮湖      | 39       |
| 박장   | Bắc Giang     | 北江      | 49       |
| 포짱   | Phố Tráng     | 舖壯      | 59       |
| 켑     | Kép           | 𠄳        | 69       |
| 보이소 | Voi Xô        | 㺔趨      | 75       |
| 포비   | Phố Vị        | 舖渭      | 81       |
| 박레   | Bắc Lệ        | 北麗      | 89       |
| 송호아 | Sông Hòa      | 瀧化      | 99       |
| 찔랑   | Chi Lăng      | 枝陵      | 106      |
| 동모   | Đồng Mỏ       | 同煤      | 113      |
| 박투이 | Bắc Thủy      | 北水      | 125      |
| 반티   | Bản Thí       | 本試      | 135      |
| 옌짯   | Yên Trạch     | 安澤      | 143      |
| 랑선   | Lạng Sơn      | 諒山      | 149      |
| 동당   | Đồng Đăng     | 同登      | 162      |